# کوندامین، کوئینزلند
کوندامین (به انگلیسی: Condamine) یک شهرک در استرالیا است که در وسترن داونز ریجن واقع شده‌است.